# István Széchenyi

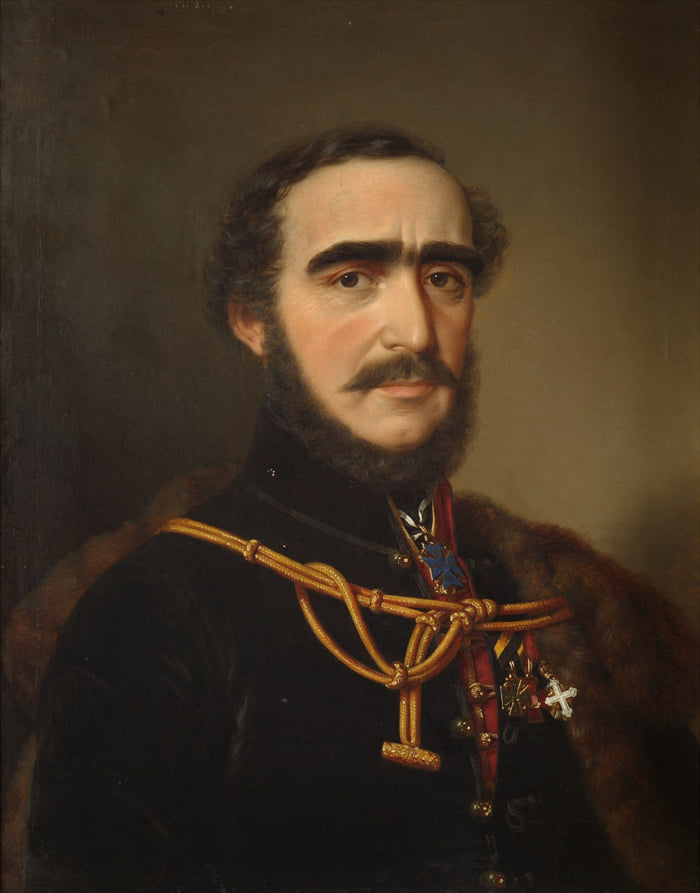
Miklós Barabás: Porträt von István Széchenyi (1848)

István Graf Széchenyi von Sárvár und Felsővidék ([ˈiʃtvaːn ˈseːtʃɛɲi]; * 21. September 1791 in Wien; † 8. April 1860 in Döbling) war ein ungarischer Staatsmann und Reformer. 
Beeinflusst unter anderem von Adam Smith widmete er sich ab 1825 ganz dem wirtschaftlichen Fortschritt in Ungarn, um den Rückstand gegenüber dem Westen aufzuholen, und der Verbesserung der Stellung der ungarischen Nation innerhalb der Habsburgermonarchie. Dieses Engagement brachte ihm seitens seines Konkurrenten und zeitweiligen Widersachers Lajos Kossuth den Ehrentitel „Der größte Ungar“ ein.

## Leben

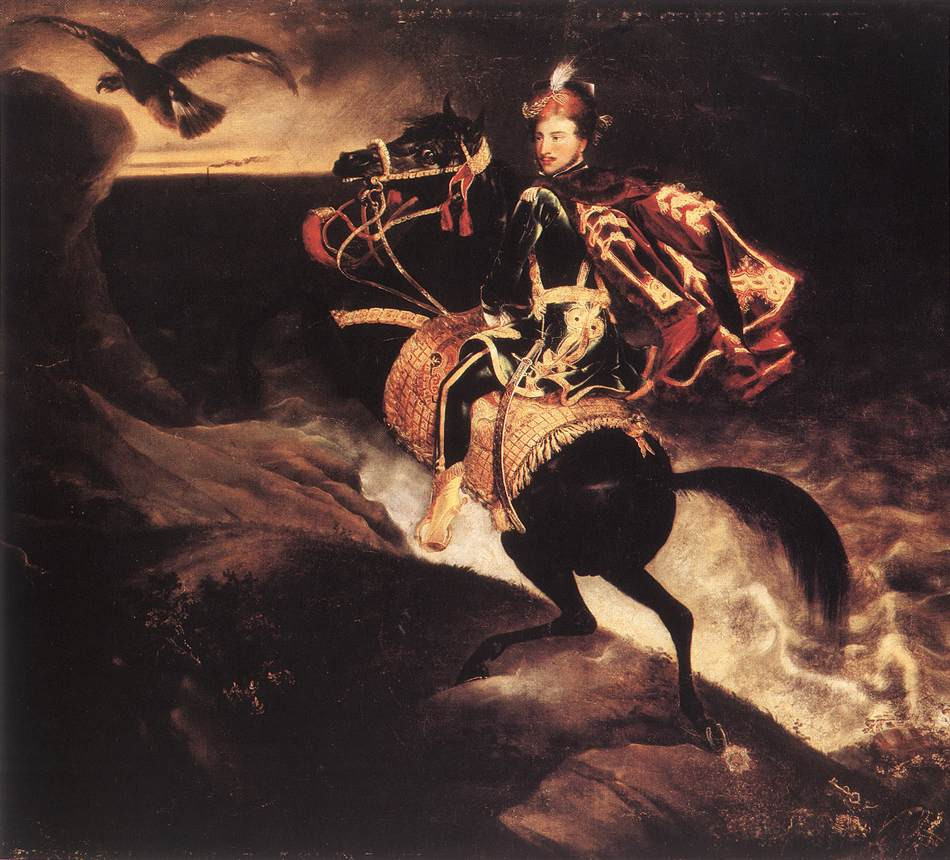
Theodor Alconiere: Széchenyi am Eisernen Tor (1831)

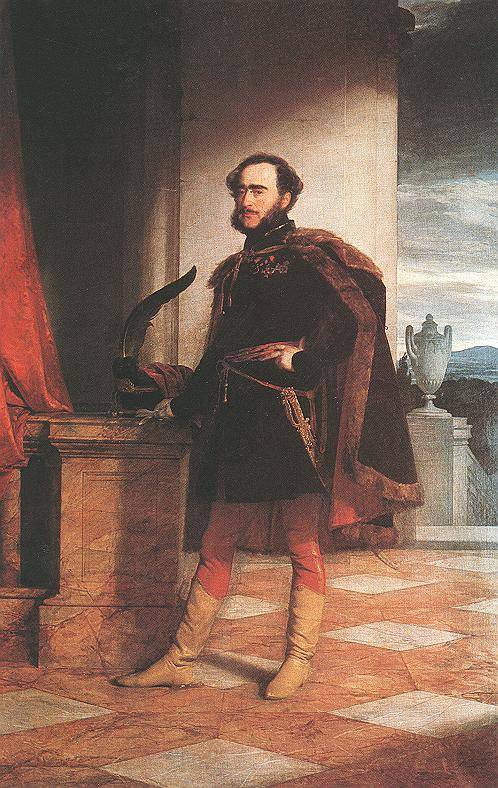
Friedrich von Amerling: Porträt von István Széchenyi (1836)

István Széchenyi wurde als Spross der ungarischen Magnatenfamilie Széchenyi in Wien geboren. Sein aufklärerisch gesinnter Vater Ferenc Széchényi schenkte 1802 seine eigenen Sammlungen der ungarischen Nation und gründete damit das Ungarische Nationalmuseum und die Nationalbibliothek. Seine Mutter Julianna Festetics war die Schwester von György Festetics, der sich für die Förderung der ungarischen Literatur einsetzte und 1797 in Keszthely (Kesthell) am Balaton die erste Agrarhochschule Ungarns, das Georgikon, gründete.
Als Kind war István Széchenyi eher ein Spätentwickler, er konnte mit zwölf Jahren noch kaum lesen. Ab 1805 erhielt er Unterricht durch Gustav Adolf Hess de Calve, János Lebenberg, Miklós Révai sowie Ferenc Kazinczy und beherrschte später sechs Sprachen, wobei er aber Deutsch und Französisch wesentlich besser als Ungarisch beherrschte. Als junger Mann begann Széchenyi eine Karriere beim Militär. Er kämpfte in Kriegen gegen Napoleon, unter anderem in der Völkerschlacht bei Leipzig, und zeichnete sich als Rittmeister aus. Als ihm jedoch der Majorsrang verwehrt blieb, wandte er sich seiner neuen Lebensaufgabe zu: der Erneuerung seiner Nation.
1814 begann der junge Hocharistokrat eine umfassende Reisetätigkeit. Die beiden Pole dieser Reisen waren England, das damals industriell am weitesten entwickelte Land Europas, und die Türkei.
Széchenyi empfand die britischen Institutionen – von Pferderennen bis zur Industriewirtschaft – als vorbildhaft. Er wurde in der ersten Hälfte des „Reformzeitalters“ als gradualistischer Reformer die Leitfigur der liberalen Bewegung Ungarns. Nach seinen Reisen inszenierte Széchenyi 1827 das erste Pferderennen Ungarns.
In der zweiten Hälfte verlor er seine führende Position an den Radikalen Lajos Kossuth, der das Land schließlich in die Ungarische Revolution von 1848/49 führte. Der feinnervige Graf Széchenyi verstrickte sich 1824 in eine romantische Liebesgeschichte mit der im Budaer Burgviertel residierenden Gräfin Crescence Seilern (verheiratete Zichy), die er 1836, nach dem Tod ihres Ehegatten, auch ehelichte. Der ungarische Literat Ferenc Herczeg schrieb darüber sein Theaterstück Die Brücke (ung. A Híd), in dem er Széchenyis Engagement für die nach ihm benannte Széchenyi-Kettenbrücke zwischen Buda und Pest auf diese große Liebe zurückführte.
Széchenyi war zweifellos eine romantische Gestalt und neigte zu Depressionen; er war allerdings auch ein rationaler politischer Analytiker, der jahrelang davor warnte, Kossuth werde das Land mit seinem Ungestüm in eine Katastrophe führen. In der Revolutionszeit brach Széchenyi seelisch zusammen. Die letzten elf Jahre seines Lebens verbrachte er in einer Nervenheilanstalt in Döbling bei Wien. Dem Griff der Behörden, die ihm nach einem scharf formulierten anonymen Pamphlet („Blick“) die Überführung in eine öffentliche Irrenanstalt androhten, entzog er sich durch Selbstmord.

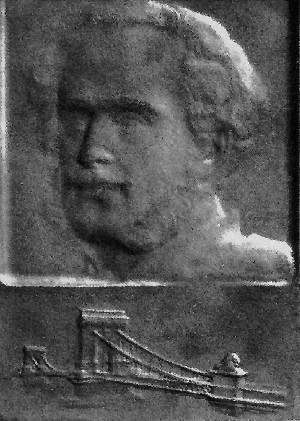
„Ferenc Herczeg“ (Rückseite)
Bronze von István Szentgyörgyi, Ungarisches Nationalmuseum, Budapest
Die undatierte Medaille zeigt ein Porträt von Graf István Graf Széchenyi mit der Széchenyi-Kettenbrücke und bezieht sich auf Ferenc Herczegs Theaterstück „Die Brücke“ (1925)

Seit 1834 war er Ehrenmitglied der Bayerischen Akademie der Wissenschaften.

## Werke

### Kritik am Feudalsystem
Széchenyis Werk Über den Credit (ung. Hitel), das im Jahr 1830 erschien und einen für diese Zeit ungewohnt starken Anklang fand, erörterte die Gründe für die wirtschaftliche Zurückgebliebenheit Ungarns. Er kritisierte darin die Zollpolitik Österreichs, den Kreditmangel und die Aufrechterhaltung der Adelsprivilegien zu Lasten des Volkes. Die Unveräußerlichkeit adeligen Grundbesitzes mache den Hypothekarkredit auf solches Land unmöglich, und der daraus resultierende Kreditmangel lasse eine Industrialisierung nicht zu. Dies sei eine Folge des Feudalsystems sowie eines alten Verfassungsgesetzes namens „Avitizität“. Széchenyis Wirken galt der Schaffung neuer öffentlich-rechtlicher Rahmenbedingungen für die Erstarkung der Wirtschaft. In seinen Büchern Világ („Welt“) und Stadium stellte er ein konkretes Reformprogramm zusammen, welches auf eine strengere Gesetzesumsetzung und die Abschaffung der Steuerfreiheit von Adligen abzielte. Im Wiener Exil verfasste Széchenyi schließlich 1858 als Antwort auf den in London anonym erschienenen „Rückblick“ des mächtigen Innenministers Alexander von Bach auf die ungarische Revolution von 1848/49 einen „Blick“ auf besagten Rückblick, der ebenfalls anonym erschien. In ihm rechnete Széchenyi mit dem Scheitern des Bach’schen Versuchs einer Zerschlagung Ungarns im Neoabsolutismus ab. Das scharf formulierte Werk enthielt allerdings Passagen, die als Majestätsbeleidigung interpretierbar waren. Eine wichtige historische und biografische Quelle stellen schließlich Széchenyis (hauptsächlich auf Deutsch verfasste) Tagebücher dar.

### Förderung der Wirtschaft
Széchenyi besaß nie politische Macht, mit Ausnahme des Amtes eines Verkehrsministers in der kurzen Regierungsphase unter Ministerpräsident Lajos Batthyány 1848. 
Als Privatunternehmer und Mitglied des ungarischen Landtags initiierte er jedoch viele Projekte für die Verbesserung der Transportwege in Ungarn und die Verschönerung der Stadt Budapest, damit sie der gesellschaftliche Mittelpunkt des Landes würde. So initiierte er die erste feste Brücke zwischen Buda und Pest, die Kettenbrücke, die mittels einer Aktiengesellschaft errichtet werden sollte. Die Tatsache, dass das Brückengesetz aus 1835 alle Passanten, auch die Adligen, verpflichtete, den Brückenzoll zu zahlen, wirkte als egalitäres Signal. 
Weiters förderte Széchenyi das Verkehrswesen des Landes wesentlich als Mitbegründer der Ersten Donau-Dampfschiffahrts-Gesellschaft (1829) und leitete die Arbeiten zur Donauregulierung am Eisernen Tor und zur Theissregulierung. Széchenyi machte sich auch große Verdienste den Ausbau des Eisenbahnnetzes in Ungarn, beispielsweise als Finanzier und Konzessionär von Strecken und Bahngesellschaften wie der Bahnstrecke Wiener Neustadt–Sopron. 
Ferner errichtete er in Pest ein Kasino, wo sich Intellektuelle trafen, um Meinungen auszutauschen (dessen erster Küchenchef war Franz Sacher), initiierte die Gründung des Nationaltheaters und bot für die Gründung der Ungarischen Akademie der Wissenschaften in Pressburg sein Jahreseinkommen an.

## Umfeld und Wirkung

### Kossuth
Mit dem Revolutionär Lajos Kossuth geriet Széchenyi in den 1840er Jahren in Konflikt und führte mit ihm in der Presse eine großangelegte politische Debatte. Diese Debatte betraf hauptsächlich Fragen zur Eigenständigkeit Ungarns in der Gesamtmonarchie und zur Magyarisierung ethnischer Minderheiten. Széchenyi warnte seine Landsleute vor den Folgen des Sprachnationalismus und einer Abtrennung von Österreich. Angesichts der Katastrophen im 20. Jahrhundert, die ganz Osteuropa voll erfasst haben, bewies er mit dieser Position einen bemerkenswerten Weitblick.

### Metternich
Széchenyi versuchte immer wieder, die Wiener Regierung für seine Pläne zu gewinnen. In Erzherzog Joseph von Österreich, dem habsburgischen Palatin Ungarns, hatte er lange Zeit einen wohlwollenden Förderer. Der maßgebende Staatsmann der Zeit, Fürst von Metternich, hingegen hielt den Grafen für einen rebellischen Geist, der es auf die Aufspaltung des Kaiserreichs abgesehen habe. Der Staatskanzler deutete die Zeichen der Epoche richtig, aber er irrte sich in der Beurteilung der Persönlichkeit. Széchenyi war für ein erstarkendes ungarisches Nationalgefühl zu vorsichtig und zu regierungstreu.

## Würdigungen

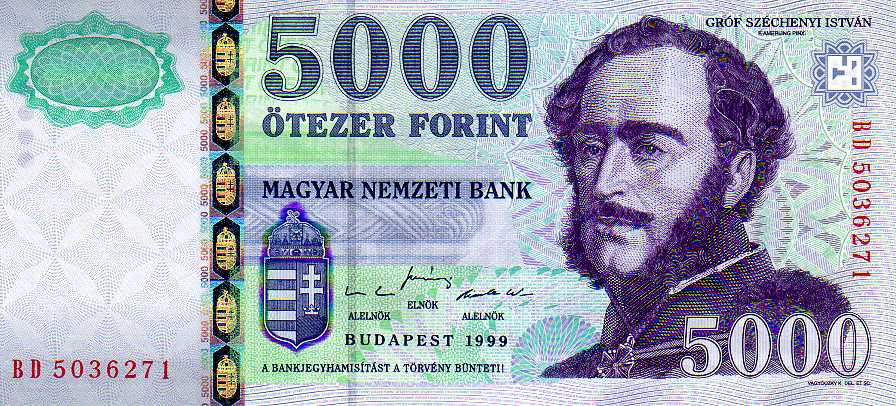
István Széchenyi (Ungarische Banknote, 5000 Forint, 1999)

Széchenyis umfangreiches Engagement auf den Gebieten der Wirtschaft und der Politik brachte ihm den bis heute verwendeten Ehrentitel „Der größte Ungar“ ein.
Seinen Namen tragen:
- das Budapester Széchenyi-Heilbad
- die Budapester Széchenyi-Kettenbrücke, deren Bau er initiierte
- die Széchenyi-Museumsbahn Nagycenk von Fertőboz zum Schloss in Nagycenk, dem Stammsitz der Adelsfamilie Széchenyi, im Andenken an seine Leistungen für das ungarische Transportwesen
- das Széchenyi-Museum im Schloss Nagycenk
- die István-Széchenyi-Universität in Győr (ursprünglich eine Hochschule für Transport und Telekommunikation).
- das Széchenyi-István-Gymnasium in Sopron und Pécs
- Sein Porträt ist auf dem umlaufenden 5000-Forint-Schein der Ungarischen Staatsbank sowie auf älteren Banknoten der Zwischenkriegszeit abgebildet sowie auf Briefmarken, etwa der Dauermarkenserie Berühmte Ungarn der Ungarischen Post.
- Széchenyi-Denkmal in Siófok

## Familie
Graf Széchenyi und Gräfin Seilern hatten zwei gemeinsame Kinder:
- Graf Béla Széchenyi (1837–1918) ⚭ Gräfin Johanna Gobertine Erdödy
- Graf Ödön Széchenyi (1839–1922) ⚭ (2) Eulália Christopoulos

Die Geschwister Gloria von Thurn und Taxis (* 1960), Maya von Schönburg, verh. Flick (1958–2019), Carl von Schönburg (* 1966) und Alexander von Schönburg (* 1969) sind Ururenkel Széchenyis.